# Biblioteka Życia Wewnętrznego
Biblioteka Życia Wewnętrznego – seria publikacji Wydawnictwa Apostolstwa Modlitwy obejmująca przekłady dzieł ascetycznych i mistycznych. Redaktorem serii był ks. Józef Andrasz SJ. Przed II wojną światową nakłady dzieł wydawanych w Krakowie wynosiły co najmniej 5000 egz. W latach 1939–50 serię kontynuowano w Warszawie (t. 42-44).
W serii Bibljoteka [sic!] Życia Wewnętrznego ukazały się następujące tomy:
| Tom       | Autor                                                                          | Tytuł                                                                                          | Data                                                                          | Kopia cyfrowa |
| --------- | ------------------------------------------------------------------------------ | ---------------------------------------------------------------------------------------------- | ----------------------------------------------------------------------------- | --- |
| T. 1:     | O. Kolumban Marmion opat benedyktynów w Maredsous:                             | Chrystus życiem duszy.                                                                         | 1921, 1923.                                                                   | (1923 - kopia cyfrowa) |
| T. 2:     | O. René de Maumigny T. J.:                                                     | Modlitwa myślna.                                                                               | 1922, 1931.                                                                   | (1931 - kopia cyfrowa) |
| T. 3:     | O. René de Maumigny T. J.:                                                     | Modlitwa mistyczna.                                                                            | 1922.                                                                         | (1922 - kopia cyfrowa) |
| T. 4:     | O. Kolumban Marmion opat benedyktynów w Maredsous:                             | Chrystus w swoich tajemnicach.                                                                 | 1923.                                                                         | |
| T. 5:     | Ks. Jan Rostworowski T. J.:                                                    | Obrazki z życia Zbawiciela.                                                                    | 1923, 1929, 1947.                                                             | |
| T. 6:     | O. Maurycy Meschler T. J.:                                                     | Dar Zielonych Świąt: Rozmyślania o Duchu Świętym.                                              | 1924, 1930.                                                                   | (1924 - kopia cyfrowa) |
| T. 7-8:   | O. Tilmann Pesch T. J.:                                                        | Chrześcijańska filozofja życia.                                                                | Tom 1-2. 1924, 1930-31. [Na str. tyt. tomu 1 data wyd.: 1930, na okł.: 1931.] | (1924, t. 1 - kopia cyfrowa) (1924, t. 2 - kopia cyfrowa) (1924, t. 1 - kopia cyfrowa (2)) (1931, t. 1 - kopia cyfrowa) (1931, t. 2 - kopia cyfrowa) (1931, t. 1 - kopia cyfrowa (2)) |
| T. 9-10:  | O. Karl Clemens C. SS. R.:                                                     | O miłości ukrzyżowanego Zbawiciela: Rozmyślania o gorzkiej męce Pana naszego Jezusa Chrystusa. | Tom 1-2. 1925, 1933.                                                          | (1925, t. 2 - kopia cyfrowa) (1925, t. 2 - kopia cyfrowa (2)) (1933, t. 1 - kopia cyfrowa) (1933, t. 2 - kopia cyfrowa) (1933, t. 2 - kopia cyfrowa (2))                              |
| T. 11:    | O. Réné-Marja de la Broise T. J.:                                              | Najświętsza Panna.                                                                             | 1925, 1934.                                                                   | (1925 - kopia cyfrowa) |
| T. 12:    | O. J. Meynckens T. J.:                                                         | Zarys doskonałości zakonnej.                                                                   | 1925, 1926, 19??, 1949.                                                       | |
| T. 13:    | O. Józef Schryvers C. SS. R.:                                                  | Zasady życia duchownego.                                                                       | 1926, 1937, 1939.                                                             | (1926 - kopia cyfrowa) (1937 - kopia cyfrowa) (1939 - kopia cyfrowa) |
| T. 14-15: | Ks. dr. Ottokar Prohaszka biskup Białogrodu Węgierskiego:                      | Rozmyślania o Ewangelji.                                                                       | Tom 1-2. 1926, 1931.                                                          | (1926, t. 1 - kopia cyfrowa) (1926, t. 2 - kopia cyfrowa) (1931, t. 1 - kopia cyfrowa) (1931, t. 2 - kopia cyfrowa)                                                                   |
| T. 16:    | O. Kolumban Marmion:                                                           | Chrystus wzorem zakonnika.                                                                     | 1927.                                                                         | |
| T. 17:    | O. Maurycy Meschler T. J.:                                                     | Trzy podstawy życia duchownego.                                                                | 1927.                                                                         | (1927 - kopia cyfrowa) |
| T. 18-19: | O. Ad. Tanquerey:                                                              | Zarys teologji ascetycznej i mistycznej.                                                       | Tom 1-2. 1928, 1949.                                                          | (1928, t. 1 - kopia cyfrowa) (1928, t. 2 - kopia cyfrowa) (1928, t. 1 - kopia cyfrowa (2)                                                                                             |
| T. 20:    | Św. Franciszek Salezy:                                                         | Filotea czyli Droga do życia pobożnego.                                                        | 1928, 1931.                                                                   | (1931 - kopia cyfrowa) |
| T. 21:    | O. Maksymiljan Huber T. J.:                                                    | O naśladowaniu świętych.                                                                       | 1928.                                                                         | (1928 - kopia cyfrowa) |
| T. 22-23: | O. Prosper Baudot T. J.:                                                       | Kontemplacje ewangeliczne: Żywot Jezusa Chrystusa w rozmyślaniach.                             | Tom 1-2. 1929.                                                                | |
| T. 24-26: | Ks. Alfons Rodrycjusz T. J.:                                                   | O postępowaniu w doskonałości i cnotach chrześcijańskich.                                      | Tom 1-3. 1929.                                                                | |
| T. 27:    | Ks. R. J. Meyer T. J.:                                                         | Człowiek w całej swej prawdzie.                                                                | 1929.                                                                         | (1929 - kopia cyfrowa) |
| T. 28:    | Ks. R. J. Meyer T. J.:                                                         | Świat w którym żyjemy.                                                                         | 1929.                                                                         | (1929 - kopia cyfrowa) |
| T. 29:    | O. Jan Crasset T. J.:                                                          | Chrześcijanin na samotności: Dziesięciodniowe rekolekcje.                                      | 1931.                                                                         | (1931 - kopia cyfrowa) |
| T. 30:    | O. Piotr Charles T. J.:                                                        | Modlitwa na każdą godzinę.                                                                     | 1932. [Na str. tyt. data wyd.: 1931, na okł.: 1932.]                          | |
| T. 31-33: | Ks. Maurycy Meschler T. J.:                                                    | Żywot Pana naszego Jezusa Chrystusa w rozmyślaniach.                                           | Tom 1-3. 1932-1933.                                                           | (1932, t. 1 - kopia cyfrowa) (1933, t. 2 - kopia cyfrowa) (1934, t. 3 - kopia cyfrowa)                                                                                                |
| T. 34:    | O. Raoul Plus T. J.:                                                           | W Chrystusie Jezusie. [„... in Christo Jesu” 164 razy u św. Pawła, 24 razy u św. Jana.]        | 1932.                                                                         | |
| T. 35:    | O. Raoul Plus T. J.:                                                           | Chrystus w braciach naszych.                                                                   | 1932.                                                                         | |
| T. 36:    | O. Artur Vermeersch T. J.:                                                     | Nabożeństwo do Najśw. Serca Jezusa w praktyce i w teorji.                                      | 1933.                                                                         | (1933 - kopia cyfrowa) |
| T. 37:    | O. Hugo Hurter T. J.:                                                          | Szkice rekolekcyjne dla kapłanów i świeckich.                                                  | 1934.                                                                         | |
| T. 38:    | O. Atanazy Bierbaum O. F. M.:                                                  | Z Bogiem: Rozmyślania dla ludzi świeckich na wszystkie dni roku w duchu akcji katolickiej.     | 1934.                                                                         | |
| T. 39:    | O. Fryderyk William Faber:                                                     | Postęp duszy czyli wzrost w świętości.                                                         | 1935.                                                                         | (1935 - kopia cyfrowa) |
| T. 40:    | O. J. V. Bainvel T. J. profesor teologji na Uniwersytecie Katolickim w Paryżu: | Kult Serca Bożego: teorja i rozwój.                                                            | 1934.                                                                         | (1934 - kopia cyfrowa) (1934 - kopia cyfrowa (2)) |
| T. 41:    | Ks. August Saudreau:                                                           | Ideał duszy gorliwej.                                                                          | 1936.                                                                         | |
| T. 42:    | Ks. Hardy Schilgen:                                                            | W szkole świętego Ignacego: Bieg myśli ćwiczeń duchownych.                                     | 1939.                                                                         | (1939 - kopia cyfrowa) (1939 - kopia cyfrowa (2)) |
| T. 43:    | ?                                                                              |                                                                                                |                                                                               | |
| T. 44:    | Ks. Piotr Charles T. J.:                                                       | Modlitwa wszystkich rzeczy. [Pierwsza seria.]                                                  | 1950.                                                                         | |